# Scaphisoma corcyricum
Scaphisoma corcyricum – gatunek chrząszcza z rodziny kusakowatych, podrodziny łodzikowatych i plemienia Scaphisomatini.
Gatunek ten opisany został w 1964 roku przez Ivana Löbla.
Chrząszcz o ciele długości od 1,9 do 2,1 mm, ubarwiony głównie czarno, czasem z rudym połyskiem. Wierzchołkową część pokryw ma rudą z jasną plamą przedwierzchołkową. Ochrowego koloru są narządy gębowe, czułki, odnóża i końcowe segmenty odwłoka. Oczy są słabo wcięte. Trzeci człon czułków jest około dwukrotnie dłuższy niż szerszy i łącznie z członem czwartym są znacznie krótsze od członu piątego. Punktowanie pokryw, bocznych części zapiersia (metawentrytu) i pierwszego widocznego sternitu odwłoka jest stosunkowo grube. Tylna para skrzydeł jest w pełni wykształcona. Linie zabiodrowe bioder tylnych są silnie łukowato zakrzywione. Samiec ma paramery faliste w widoku górnym, lekko zakrzywione w bocznym i pozbawione apofizy, a edeagus z dużą nabrzmiałą częścią nasadową i łukowatym wyrostkiem dystalnym.
Naturalny zasięg występowania tego owada obejmuje wschodni region śródziemnomorski: Chorwację, Grecję, Cypr i Turcję. Zawleczony został na Wyspę Północną Nowej Zelandii.